# Luigi Chiarini
Luigi Chiarini (Roma, 20 de junio de 1900 – Roma, 12 de noviembre de 1975) fue un crítico y teórico del cine, profesor universitario, guionista y director italiano. 

## Biografía
En 1922 se licenció en Derecho. Su acercamiento al cine se produjo en 1929 colaborando con la revista Educazione fascista dirigida por Giovanni Gentile, ocupándose en primer lugar de temas de literatura y escribiendo luego de cine de forma un tanto polémica, hasta el punto de ser acusado de superficial.
En 1935 participó en la fundación del Centro Experimental de Cine (CSC), donde ocupó durante muchos años el puesto de director. En su condición de tal, fundó en 1937 la revista del centro Bianco e Nero, contribuyó a la formación de las nuevas generaciones de cineastas italianos orientándolos hacia la producción de película didácticas y estableció toda una serie de colaboraciones incorporando como docentes a Umberto Barbaro y Rudolf Arnheim. En el CSC se explicaba el pensamiento de Chiarini, que consideraba posible, entre el cine comercial y el cine experimental de vanguardia, un cine educativo, como también creía Alessandro Blasetti, cineasta italiano que también participaba en el CSC.

### Bianco e Nero
La revista de estudios cinematográficos Bianco e Nero, fundada en 1937 y dirigida junto a Umberto Barbaro, aportó un notable impulso al crecimiento de la cultura cinematográfica italiana durante los años del fascismo. En un ensayo suyo publicado en la revista (Bianco e Nero, 1938, n°7, pp. 3–8) Chiarini expresa de manera abierta su opinión acerca de la posibilidad de que una película pueda ser una obra de arte, afirmando que "la película es un arte, el cine una industria".
En 1938 estuvo entre los firmantes del Manifiesto de la raza en apoyo a la introducción de las leyes raciales fascistas.

### Dirección
Se consolida en la dirección en los años cuarenta, con Via delle Cinque  Lune (1942), adaptación de un relato de Matilde Serao, seguido por La bella addormentata del mismo año y de La locandiera (1944). En 1950 rueda Patto col diavolo, basado en una historia de Corrado Alvaro.
En los primeros años sesenta se convierte en el primer docente de historia y crítica del cine en una universidad italiana, la Universidad de Pisa, y fue director del Festival Internacional de Cine de Venecia entre 1963 y 1968. Fue miembro de la Asociación italiana para las investigaciones de historia del cine (AIRSC).

## Filmografía parcial

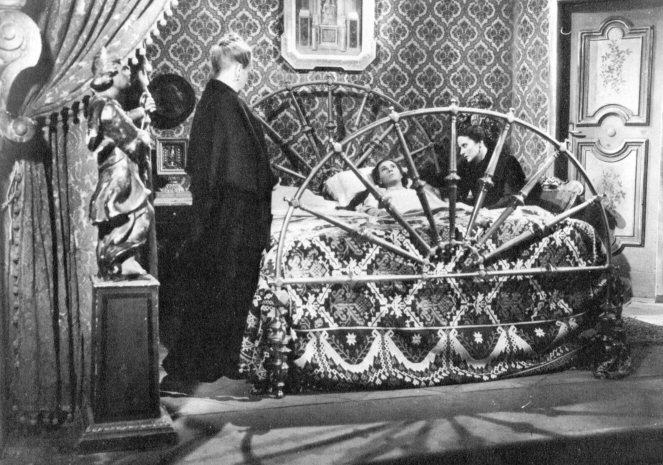
Fotograma de La bella addormentata, película de 1942 ajena al cuento de hadas.

### Director
- Via delle Cinque Lune (1942)
- La bella addormentata (1942)
- La locandiera (1944)
- Ultimo amore (1947)
- Patto col diavolo (1949)

### Guionista
- La peccatrice, dirigida por Amleto Palermi (1940)
- Estación Termini, dirigida por Vittorio De Sica (1953)